# Gudžarátská Wikipedie
Gudžarátská Wikipedie je jazyková verze Wikipedie v gudžarátštině. V lednu 2022 obsahovala přes 29 000 článků a pracovali pro ni 3 správci. Registrováno bylo přes 65 000 uživatelů, z nichž bylo asi 90 aktivních. V počtu článků byla 111. největší Wikipedie.